# 진월초등학교 오신분교
진월초등학교 오신분교는 전라남도 광양시 진월면 오사리에 있었던 공립 초등학교이다.

## 연혁
- 1946년 9월 14일 진월중앙공립국민학교 개교
- 1950년 4월 10일 진월중앙국민학교로 개칭
- 1996년 3월 1일 진월중앙초등학교로 개칭
- 1999년 2월 19일 제48회 졸업식(총 2424명)
- 2000년 3월 1일 진월남초등학교로 오신분교로 편입
- 2002년 3월 1일 진월초등학교 오신분교로 개칭
- 2007년 3월 1일 본교로 통폐합